# Fando y Lis
Fando y Lis és una pel·lícula mexicana dirigida per Alejandro Jodorowsky, que va ser estrenada en 1968 i va significar el seu debut com a director cinematogràfic a Mèxic. Va ser realitzada en blanc i negre entre juliol i setembre de 1967, durant els caps de setmana, amb un pressupost modest. Ha estat considerada surrealista i eròtica.
D'altra banda la cinta va ser molt coneguda pel fet que va causar gran polèmica al moment de la seva estrena a Acapulco, ja que part del públic va reaccionar violentament al seu contingut, i personatges del cinema mexicà van demanar la censura i expulsió del país a l'autor.

## Antecedents
La cinta està basada en l'obra de teatre homònima de Fernando Arrabal, escrita en 1955. Raval, Jodorowsky i Roland Topor -dibuixant, pintor i escriptor-, radicats a París, van fundar el Moviment Pànic, sobre idees bàsiques d'integrar tot en qualsevol forma d'art, incloent tres ingredients bàsics: eufòria, humor i terror.
Quan Jodorowsky s'instal·la a la Ciutat de Mèxic, en 1959, comença a presentar i dirigir obres de Teatre de l'Absurd i del teatre d'avantguarda, d'autors europeus i mexicans. En 1962 inicia el Grup Pànic de Mèxic, que comença a realitzar una concepció del teatre anomenada Efímer Pànic. Després de presentar un notable Efímer a l'Escola Nacional d'Arts Plàstiques de la Universitat Nacional Autònoma de Mèxic -abans Acadèmia de San Carlos- el dijous 24 d'octubre de 1963, el Grup estableix una presència notable en el teatre i les arts a Mèxic, en tenir una nova actitud i concepció d'integració de totes les arts, i buscar nous espais i formes d'expressió, que influeixen granment a molts autors de les noves generacions. Amb aquests antecedents, realitza després un Efímer a París en 1964, dins d'un Festival de les Arts d'Avantguarda, del qual es va publicar un ampli reportatge en la revista Planéte. Per a la publicació d'una enciclopèdia del teatre, li sol·liciten un text sobre el Teatre Pànic, per la qual cosa al seu retorn a Mèxic expressa la seva pròpia visió de l'activitat pànica, en la seva Filosofia Pànica, escrita en 1964. El seu interès per acostar-se a públics més amplis el porta a buscar el fer cinema, i aconsegueix suport per a la producció de Fando y Lis, el seu primer llargmetratge a Mèxic.

## Argument
La pel·lícula és una espècie d'odissea de la parella humana, que narra el viatge que emprenen Fando i Lis a la recerca de la felicitat en una ciutat simbòlica anomenada Tar, on trobaran la pau i l'alegria. No obstant això, han d'enfrontar en el camí realitats, circumstàncies i personatges que es converteixen en reptes, amenaces, confrontacions, aprenentatges, il·luminacions.
La narrativa de la pel·lícula deixa molt a la interpretació del públic, ja que la naturalesa avantguardista i surrealista en què es presenten els esdeveniments de la pel·lícula imiten el funcionament del subconscient.

## Repartiment
- Sergio Kleiner... Fando
- Diana Mariscal... Lis
- María Teresa Rivas... Mare de Fando
- Tamara Garina... Papessa
- Juan José Arreola... Home elegant amb un llibre
- Julia Marichal... Dona amb fuet
- Alejandro Jodorowsky... Funambulista
- Carlos Ancira... Narrador
- Valerie Trumblay ... Dona seductora / Dona amb una férula
- Graciela R. de Mariscal ... Artista
- Fuensanta ... Cabaretera
- Elizabeth Moore ... Lis (nena)
- Vicente Moore ... Fando (nen)
- Rafael Corkidi... Pare de Fando / Home elegant amb barba
- Alfonso Toledano ... Doctor
- Samuel Rosemberg ... Home elegant amb un bastó

## Estrena i polèmica
La cinta va ser estrenada el 17 de novembre de 1968 durant la XI Ressenya Internacional d'Acapulco. Una part del públic es va sorprendre per les imatges i les idees expressades a la cinta, que els van semblar atrevides, immorals, i alguns van començar a manifestar el seu descontentament amb esbroncs i insults a l'autor, llançant coses a la pantalla en senyal de desaprovació; uns altres abandonant la sala. En acabar la projecció, algunes persones van manifestar el seu repudi a la cinta, entre ells el famós i conegut director de cinema mexicà Emilio Fernández, qui va amenaçar de mort l'autor. El director Roman Polanski, present a la sala, es va aixecar per a dir que no necessàriament agradava o estava d'acord amb la pel·lícula, però que sens dubte defensava el dret de qualsevol autor per a expressar-se amb tota llibertat, i que el que no era acceptable és que als països se censuressin les expressions de l'art i la cultura, com a ell li havia succeït al seu país d'origen.
En la premsa, es van generar comentaris negatius i polèmics, però també alguns personatges molt coneguts del cinema mexicà, van tenir expressions, més que de diferències en concepció i comprensió del cinema, condemnant i censurant a Jodorowsky: entre ells Raúl de Camina i Servando González, i fins i tot algun fins i tot va demanar públicament que s'expulsés del país a Jodorowsky com a estranger indesitjable.
La defensa de la cinta per Polanski (qui va estar en la Ressenya acompanyat per la seva esposa Sharon Tate per a promoure la seva pel·lícula La llavor del diable) va ser decisiva perquè el públic entengués que l'art no deu ser limitat, la qual cosa a més li va donar a Fando i Lis una ressonància internacional, i amb l'escàndol es va despertar l'interès en molts països per veure-la.
En aquells anys, la distribució de pel·lícules a Mèxic estava molt controlada, primer per una censura oficial que retallava parts de les cintes que consideraven no haurien de ser vistes pel públic, i pels grups dominants de productors i distribuïdors comercials. Posteriorment el govern va definir una categoria de "Cinema d'Art" que podria ser exhibit només a les sales específiques per a aquesta classificació, però arreu del país només es va permetre l'existència d'una sola sala per a aquesta mena, la qual cosa implicava una certa forma de censura i d'evitar que certes obres fossin vistes per públics més amplis.
Així, Fando i Lis va estar fora d'exhibició fins a 1972, quan finalment va ser possible la seva estrena comercial, sota la classificació d'autoritzada únicament per a majors de 21 anys. Aquesta estrena oberta es va realitzar el 8 de juny d'aquest any, en l'avui desaparegut Cinema Roble de la Ciutat de Mèxic; llavors ja va tenir bones crítiques i un considerable èxit de públic, atret en molt per la mateixa repressió i censura i els escàndols mediàtics.